# 法国社会党
法国社会党（缩写为PSF）是法国历史上的一个社会主义政党。
该党成立于1902年，由可能派的法国社会主义工人联盟、让·阿勒曼领导的革命社会主义工人党以及让·饶勒斯等独立社会主义政治家合并而成。后来，饶勒斯成为该党的领导人。与茹尔·盖得领导的法兰西社会党不同，该党赞同与非社会主义左翼组成左翼集团。1905年，在第二国际的干预下，该党与法兰西社会党合并为工人国际法国支部。